# Холандејл (Минесота)
Холандејл (енгл. Hollandale) град је у америчкој савезној држави Минесота.

## Демографија
По попису из 2010. године број становника је 303, што је 11 (3,8%) становника више него 2000. године.
| Група             | 2000.       | 2010.       |
| Белци             | 268 (91,8%) | 274 (90,4%) |
| Афроамериканци    | 0 (0,0%)    | 0 (0,0%)    |
| Азијати           | 0 (0,0%)    | 0 (0,0%)    |
| Хиспаноамериканци | 24 (8,2%)   | 29 (9,6%)   |
| Укупно            | 292         | 303         |